# Stade Monumental José Fierro
Le stade Monumental José Fierro (en espagnol : Estadio Monumental José Fierro) est un stade omnisports situé à San Miguel de Tucumán en Argentine. Il est le stade résident du club de football de la ville, le Club Atlético Tucumán.

## Historique
Le stade est inauguré le 21 mai 1922.

## Utilisation
L'espace sportif est le stade résident du club de football de la ville, le Club Atlético Tucumán.
Il est également utilisé à plusieurs reprises par l'équipe d'Argentine de rugby à XV depuis 1977.